# Teenage Mutant Ninja Turtles: The Cowabunga Collection
Teenage Mutant Ninja Turtles: The Cowabunga Collection est une compilation de jeux vidéo développée par Digital Eclipse et éditée par Konami. Elle propose treize jeux vidéo Teenage Mutant Ninja Turtles développés par Konami entre 1989 et 1993. Elle est sortie sur Windows via Steam, Nintendo Switch, PlayStation 4, PlayStation 5, Xbox One et Xbox Series X/S en août 2022.

## Contenu
The Cowabunga Collection compile treize jeux Teenage Mutant Ninja Turtles développés par Konami entre 1989 et 1993, listés ci-dessous.
| Version originale (NA) | Titre                                                          | Système d'origine | Joueurs locaux | Multijoueur en ligne |
| ---------------------- | -------------------------------------------------------------- | ----------------- | -------------- | -------------------- |
| 1989                   | Teenage Mutant Ninja Turtles (NES)                             | NES               | Un joueur      | Non                  |
| 1989                   | Teenage Mutant Ninja Turtles (Arcade)                          | Arcade            | Multijoueur    | Oui                  |
| 1990                   | Teenage Mutant Ninja Turtles II : The Arcade Game              | NES               | Multijoueur    | Non                  |
| 1990                   | Teenage Mutant Ninja Turtles: Fall of the Foot Clan            | Game Boy          | Un joueur      | Non                  |
| 1991                   | Teenage Mutant Ninja Turtles: Turtles in Time                  | Arcade            | Multijoueur    | Oui                  |
| 1991                   | Teenage Mutant Ninja Turtles II : Back from the Sewers         | Game Boy          | Un joueur      | Non                  |
| 1991                   | Teenage Mutant Ninja Turtles III: The Manhattan Project        | NES               | Multijoueur    | Non                  |
| 1992                   | Teenage Mutant Ninja Turtles IV : Turtles in Time              | Super Nintendo    | Multijoueur    | Non                  |
| 1992                   | Teenage Mutant Ninja Turtles: The HyperStone Heist             | Mega Drive        | Multijoueur    | Oui                  |
| 1993                   | Teenage Mutant Ninja Turtles III : Radical Rescue              | Game Boy          | Un joueur      | Non                  |
| 1993                   | Teenage Mutant Ninja Turtles: Tournament Fighters (SNES)       | Super Nintendo    | Multijoueur    | Oui                  |
| 1993                   | Teenage Mutant Ninja Turtles: Tournament Fighters (Mega Drive) | Mega Drive        | Multijoueur    | Non                  |
| 1993                   | Tortues Ninja Teenage Mutant: Tournament Fighters (NES)        | NES               | Multijoueur    | Non                  |

The Cowabunga Collection ajoute de nouvelle fonctionnalités, comme les états de sauvegarde, la possibilité de rembobiner la partie, configuration des boutons, ainsi que des fonctionnalités en ligne dans certains jeux et une coopération locale dans tous les jeux où elle était initialement prévue. Elle comprend également un musée qui propose des illustrations de développement inédites ainsi que des croquis et du matériel de conception. Presque tous les jeux incluent à la fois les versions occidentales (nord américaine) et japonaises, à l'exception de la version arcade de Turtles in Time et de la version NES de Tournament Fighters, qui n'avaient pas de versions japonaises.
La compilation a été développée par Digital Eclipse, qui avait auparavant travaillé sur d'autres collections rétro, telles que The Disney Afternoon Collection et Street Fighter 30th Anniversary Collection.
The Cowabunga Collection a été annoncée dans le cadre de l'événement PlayStation State of Play du 9 mars 2022. Le jeu a également été présenté au San Diego Comic-Con 2022. Il est sorti sur Nintendo Switch, PlayStation 4, PlayStation 5, Windows, Xbox One et Xbox Series X/S le 30 août 2022,. Une version physique en édition limitée du jeu a également été publiée, contenant une affiche en tissu, un diorama en acrylique, un ensemble de broches en émail, 12 cartes Tournament Fighters et un artbook de 180 pages. L'illustration de la boîte et l'affiche en tissu ont été conçues par le co-créateur de Teenage Mutant Ninja Turtles, Kevin Eastman,.